# Paulo Isidoro (Fußballspieler, 1953)
Paulo Isidoro, voller Name:  Paulo Isidoro de Jesus, (* 3. August 1953 in Belo Horizonte) ist ein ehemaliger brasilianischer Fußballspieler. Er spielte im offensiven Mitteld. 1981 erhielt er den Bola de Ouro.
Er spielte zwischen Juni 1977 und Juli 1983 41-mal für Brasilien und nahm für sein Land an der Fußball-Weltmeisterschaft 1982 in Spanien teil. Dabei wurde er immer als Ersatzmann für Serginho Chulapa eingesetzt.

## Erfolge
Atlético Mineiro
- Staatsmeisterschaft von Minas Gerais: 1976, 1978, 1979

Grêmio FBPA
- Staatsmeisterschaft von Rio Grande do Sul: 1980
- Brasilianischer Meister 1981

Cruzeiro
- Staatsmeisterschaft von Minas Gerais: 1990

Santos
- Staatsmeisterschaft von São Paulo: 1984

## Auszeichnungen
- Bola de Ouro: 1981
- Brasilianischer Silberner Ball: 1976, 1983